# ぶんじほたるホッチ
ぶんじほたるホッチは、2012年から使用されている東京都国分寺市のイメージキャラクター。
デザインは竜の子プロダクション（現在のタツノコプロ）の吉田すずかで、国分寺市にだけ生息する新種のホタルという設定になっており、『昆虫物語 みなしごハッチ』のハッチを思わせる姿と名称になっている。市にホッチの引渡しがあった8月30日を誕生日とする。制作予算は40万円と報じられた。
着ぐるみも存在し、国分寺市イメージキャラクターぶんじほたるホッチ着ぐるみ運用規則にしたがって各種イベントに貸し出されているほか、国分寺市内の小学校を訪問するなどしており、2013年度の国分寺市の小中学生を対象としたふるさと作文のテーマにホッチが採用された。
ゆるキャラグランプリに2013年大会よりエントリー、同年のご当地キャラ部門で350位、ご当地に加え企業キャラを加えた総合順位は388位だった。